# Cleidiocarpon
Cleidiocarpon es un género con dos especies de plantas con flores perteneciente a la familia Euphorbiaceae.

## Taxonomía
El género fue descrito por Airy Shaw y publicado en Kew Bulletin 19: 313. 1965. La especie tipo es: Cleidiocarpon laurinum Airy Shaw.

## Especies aceptadas
A continuación se brinda un listado de las especies del género Cleidiocarpon aceptadas hasta abril de 2013, ordenadas alfabéticamente. Para cada una se indica el nombre binomial seguido del autor, abreviado según las convenciones y usos:
- Cleidiocarpon cavaleriei
- Cleidiocarpon laurinum

## Sinónimos
- Sinopimelodendron Tsiang.